# الغواصة الألمانية يو-629
غواصة يو-629 غواصة يو بوت ألمانية من غواصة الفئة السابعة سي بنيت لسلاح بحرية ألمانيا النازية كريغسمارينه، في أحواض بلوم+فوس ، هامبورغ، كساحه رقم 605 ، خلال الحرب العالمية الثانية. تم إطلاقها في 12 مايو 1942 وتم تكليفها في 2 يوليو 1942 تحت Oberleutnant zur see Hans-Helmuth Bugs.

## التصميم
وسبقت الغواصات الألمانية من النوع VIIC غواصات من النوع VIIB الأقصر. U-629 كان له إزاحة 769 طنًا (757 طنًا طويلًا) عند السطح و 871 طنًا (857 طنًا طويلًا) أثناء الغمر. كان يبلغ إجمالي طولها 67.10 م (220 قدمًا 2 بوصة) ، وطول هيكل الضغط 50.50 م (165 قدمًا 8 بوصات) ، وشعاع 6.20 م (20 قدمًا 4 بوصات) ، وارتفاع 9.60 م (31 قدمًا 6). في) ، ومسودة 4.74 م (15 قدمًا 7 بوصة). تم تشغيل الغواصة بواسطة محركي ديزل من نوع Germaniawerft F46 رباعي الأشواط، بستة أسطوانات، ينتج ما مجموعه 2800 إلى 3200 حصان متري (2060 إلى 2350 كيلوواط ؛ 2760 إلى 3160 shp) للاستخدام أثناء الظهور، اثنان BBC GG UB 720/8 محركات كهربائية مزدوجة المفعول تنتج ما مجموعه 750 حصانًا متريًا (550 كيلو واط، 740 حصانًا) للاستخدام أثناء الغمر. كان لديها عمودان ومراوح بطول 1.23 متر (4 قدم). كان القارب قادرًا على العمل على أعماق تصل إلى 230 مترًا (750 قدمًا).
تبلغ أقصى سرعة للغواصة على السطح 17.7 عقدة (32.8 كم / ساعة ؛ 20.4 ميل في الساعة) وأقصى سرعة مغمورة تبلغ 7.6 عقدة (14.1 كم / ساعة ؛ 8.7 ميل في الساعة). عند غمر القارب، يمكن أن يعمل لمسافة 80 ميلاً بحريًا (150 كم ؛ 92 ميلًا) بسرعة 4 عقدة (7.4 كم / ساعة ؛ 4.6 ميل في الساعة) ؛ عندما ظهرت على السطح، يمكنها السفر 8500 ميل بحري (15700 كم ؛ 9,800 ميل) بسرعة 10 عقدة (19 كم / ساعة ؛ 12 ميل في الساعة). تم تجهيز U-629 بخمسة أنابيب طوربيد مقاس 53.3 سم (21 بوصة) (أربعة مثبتة في القوس وواحد في المؤخرة) ، وأربعة عشر طوربيدًا، ومدفعًا بحريًا طراز SK C / 35 مقاس 8.8 سم (3.46 بوصة) ، و 220 طلقة، وواحد توأم 2 سم (0.79 بوصة) مدفع مضاد للطائرات C / 30. كان القارب مكملًا بين أربعة وأربعين وستين.

## تاريخ الخدمة
بدأت مهنة القارب بالتدريب في 5 U-boat Flotilla في 2 يوليو 1942 ، تليها خدمة نشطة في 1 ديسمبر 1942 كجزء من الأسطول الحادي عشر. بعد أحد عشر شهرًا انتقلت إلى الأسطول الأول وبقيت حتى نهاية خدمتها. في 11 دورية، لم تغرق أي سفن. خلال الدورية الثامنة، في 4 يناير 1944 تعرضت للقصف والتلف في خليج بسكاي بواسطة قاذفة ويلينغتون من سرب القاذفات البولندي رقم 304 ، لكنها تمكنت من العودة إلى بريست.

### Wolfpacks
شارك U-629 في ثلاث مجموعات من Wolfpacks ، وهي
- نوردويند (24-28 يناير 1943)
- نوردويند (31 يناير - 2 فبراير 1943)
- تايفون (2-4 أبريل 1943)
- كورونيل (4-8 ديسمبر 1943)
- كورونيل 1 (8-14 ديسمبر 1943)
- كورونيل 2 (14-17 ديسمبر 1943)
- أمروم (18-23 ديسمبر 1943)

### المصير
تم غرق U-629 في 7 يونيو 1944 في القناة الإنجليزية في الموقع 48 ° 34′N 05 ° 23′W ، بواسطة رسوم العمق من محرر سلاح الجو الملكي البريطاني من السرب 53. فقدت كل الأيدي.

## فهرس
- بوش، راينر رول، هانز يواكيم (1999). قادة الغواصات الألمان في الحرب العالمية الثانية: قاموس السيرة الذاتية. ترجمه جيفري بروكس. لندن، أنابوليس، ماريلاند: كتب جرينهيل، مطبعة المعهد البحري. ردمك 1-55750-186-6.
- بوش، راينر رول، هانز يواكيم (1999). Deutsche U-Boot-Verluste von September 1939 bis May 1945 [خسائر الغواصات الألمانية من سبتمبر 1939 إلى مايو 1945]. Der U-Boot-Krieg (في ألمانيا). رابعا. هامبورغ، برلين، بون: ميتلر. ردمك 3-8132-0514-2.
- جرونر، إريك ؛ جونغ ديتر ماس، مارتن (1991). الغواصات وسفن حرب الألغام. السفن الحربية الألمانية 1815-1945. 2. ترجمه توماس، كيث ؛ ماجوان، راشيل. لندن: مطبعة كونواي البحرية. ردمك 0-85177-593-4.
- شارب، بيتر (1998). ملف حقائق U-Boat. بريطانيا العظمى: ميدلاند للنشر. ردمك 1-85780-072-9.